# Batman: La spada di Azrael
Batman: La spada di Azrael (Batman: Sword of Azrael) è una miniserie a fumetti scritta da Dennis O'Neil e disegnata da Joe Quesada (matite), Kevin Nowlan (chine) e Lovern Kindzierski (colori).
La storia presenta le origini del personaggio di Azrael. Assieme a La vendetta di Bane, pone le basi per la saga Knightfall.

## Trama
Gotham City. Un uomo vestito con abiti medievali, una maschera ed una spada fiammeggiante, che si fa chiamare come l'angelo vendicatore Azrael, sfregia e minaccia di morte l'affarista Charleton LeHah, ma quest'ultimo gli spara. L'uomo fugge travolgendo e ferendo i passanti, fino a raggiungere il figlio, e poco prima di morire gli rivela la missione della sua vita.
Il giovane, ancora incredulo, parte per la Svizzera, dove scopre di discendere da una stirpe di sicari per San Dumas, ordine religioso di origine templare, e di esser stato addestrato a questo ruolo fin da piccolo: il suo maestro fa emergere in lui il "Sistema", istruzioni assorbite con l'ipnosi che rendono il ragazzo pronto per essere Azrael.
Batman intanto indaga su i feriti del precedente Azrael, ed intercetta i movimenti di LeHah, precedendolo in Europa assieme ad Alfred. L'affarista, tesoriere corrotto dell'ordine di San Dumas, ha intenzione di eliminare l'ultimo Angelo Vendicatore. LeHah però non riesce nel suo intento ed impazzisce, decidendo di servire il demone Biis, nemesi di San Dumas. Cerca così di uccidere Azrael e gli altri membri dell'ordine, e riesce a catturare Wayne. Alfred, Azrael ed il suo maestro lo rintracciano, ed il nuovo Angelo Vendicatore sconfigge LeHah e salva Wayne, ma contravviene ai principi del suo ruolo, cioè vendicare ma non salvare.
Sono un uomo.

Jean Paul Valley è il mio nome. Era il nome di mio padre.»
(Jean Paul Valley/Azrael)

## Produzione
La storia uscì sui primi numeri di Legends of the Dark Knight poiché la nuova testata venne creata con lo scopo di raccontare eventi importanti per Batman, e tra la mancanza di tempo per pubblicarla sulla serie regolare, e considerando che narrava delle origini di Azrael, Legends apparve così il luogo ideale per la pubblicazione.
Il titolo della serie venne scelto in quanto La spada di Azrael riusciva a far trasparire «l'atmosfera mistica che circonda il personaggio». Quando l'editor di DC Comics Archie Goodwin e lo sceneggiatore Dennis O'Neil contattarono Joe Quesada per chiedergli di disegnare la storia ed il personaggio di Azrael, gli dissero «A... ehm... ci serve una specie di cavaliere hi-tec». Fu poi Quesada ad indicare come collaboratori Kevin Nowlan e Lovern Kindzierski.

## Edizioni
I quattro albi che compongono la storia sono originariamente apparsi negli Stati Uniti tra ottobre 1992 e gennaio 1993, inaugurando così i primi quattro numeri della testata Legends of the Dark Knight.
In Italia la saga è stata pubblicata sul n. 44/45 (agosto-settembre 1994) di Batman (Glénat); successivamente è stata ristampata nel settembre 2008 nel settimo volume della collana Batman: La leggenda (Planeta DeAgostini).